# Яровицкий, Юрий Давидович
Юрий Давидович Яровицкий (род. 27 мая 1965, Чирчик, Ташкентская область, Узбекская ССР, СССР) — российский военачальник, начальник штаба — первый заместитель командующего 1-й гвардейской танковой армией Западного военного округа (2014—2016) , командир 11-го армейского корпуса Береговых войск Балтийского флота (2016—2020), генерал-лейтенант (2019).

## Биография
Родился 27 мая 1965 года в городе Чирчик Ташкентской области Узбекской ССР (ныне — Республики Узбекистан), куда в годы Великой Отечественной войны с Украины подростком вместе с заводом был эвакуирован его отец.
Окончив 8 классов средней школы, в 1980 году поступил в Чирчикский индустриальный техникум, который окончил в 1983 году. 
С 1983 года — на военной службе. Поступил в Ташкентское высшее общевойсковое командное училище (ТВОКУ), которое окончил в 1987 году, получив воинское звание лейтенанта.
По окончании ТВОКУ в 1987—1996 годах служил на командных должностях в 81-м гвардейском мотострелковом полку 90-й гвардейской танковой дивизии в составе Группы советских войск в Германии (с 1989 года — Западной группы войск, ЗГВ).
В 1993 году в связи с ликвидацией ЗГВ, полк, вместе с другими частями 90-й гвардейской танковой дивизии был выведен на территорию Российской Федерации и дислоцирован в посёлке Рощинский Самарской области, войдя в состав 2-й гвардейской танковой армии Приволжского военного округа. 
В соответствии с приказом Министра обороны Российской Федерации от 15 июня 1994 года 81-му гвардейскому  мотострелковому полку, дислоцирующемуся на территории Волжского казачьего войска, было присвоено традиционное казачье наименование «Волжский казачий». В 1994—1995 годах в составе группировки «Север», полк принимал участие в штурме Грозного. За мужество и отвагу, проявленные в вышеуказанной операции, командир 4-й мотострелковой роты 81-го гвардейского мотострелкового полка капитан Ю. Д. Яровицкий был награждён своей первой государственной наградой — орденом Мужества. В 2003—2004 годах являлся начальником штаба 81-го гвардейского мотострелкового полка.
В последующие годы занимал должности командира 239-го гвардейского танкового Витебского ордена Суворова полка 34-й мотострелковой дивизии Приволжско-Уральского военного округа (с 2005 года) в городе Чебаркуль Челябинской области, командира 38-й отдельной гвардейской мотострелковой бригады 35-й общевойсковой армии Восточного военного округа на территории Амурской области, а в 2014—2016 годах — начальника штаба — первого заместителя командующего 1-й гвардейской танковой армией Западного военного округа (штаб армии — в городе Одинцово, микрорайон Баковка, Московская область).
В 2015—2016 годах принимал участие в военной операции в Сирийской Арабской Республике против международной террористической организации «Исламское государство». За мужество, отвагу и самоотверженность, проявленные при исполнении воинского долга, заслуги в укреплении обороноспособности и обеспечении безопасности Российской Федерации генерал-майор Ю. Д. Яровицкий награждён орденом Святого Георгия IV степени.
В 2016 году был назначен командиром только что сформированного 11-го армейского корпуса Береговых войск Балтийского флота, части которого дислоцируются на территории Калининградской области (штаб корпуса — в городе Гусев). 
В августе 2020 года назначен главным военным советником в Никарагуа.

## Воинские звания
- генерал-майор (12.06.2013)[2];
- генерал-лейтенант (22.02.2019)[3].

## Награды
- Орден Святого Георгия IV степени (16.03.2016) — за мужество, отвагу и самоотверженность, проявленные при исполнении воинского долга, заслуги в укреплении обороноспособности и обеспечении безопасности Российской Федерации[4];
- 2 ордена Мужества (в т.ч. 17.04.1995);
- Орден «За военные заслуги» (31.07.2007);
- Медаль ордена «За заслуги перед Отечеством» II степени;
- медали Министерства обороны Российской Федерации.